# 그리말디가
그리말디 가문(Famille Grimaldi)은 제노바 공화국과 이탈리아, 모나코 대공국의 역사와 관련있는 귀족 가문이다.

## 같이 보기
- 모나코 대공궁